# Chromi(II) tetrafluoroborat(III)
Chromi(II) tetrafloroborat(III), hay còn được gọi là chromi(II) tetrafloroborat là một hợp chất hóa học vô cơ có công thức Cr(BF4)2. Muối ngậm 6 nước, Cr(BF4)2·6H2O được biết đến nhiều hơn.

## Điều chế
Cr(BF4)2 được điều chế bằng cách đơn giản sau đây: Cho chromi(II) oxit tác dụng với axit tetrafloroboric(III).
CrO + 2HBF4 → Cr(BF4)2 + H2O
Có thể thay CrO thành Cr kim loại hoặc CrS, CrSe, CrTe. Tuy nhiên, việc sử dụng ba muối vừa kể trên để điều chế hợp chất không được dùng, trừ khi chỉ có một trong ba chất đó. Song cũng có thể dùng muối Cr(II) bất kì để điều chế hợp chất trên.

## Hợp chất khác
Cr(BF4)2 còn tạo một số hợp chất với N2H4, như Cr(BF4)2·2N2H4 là chất rắn màu oải hương.